# Біноміальна номенклатура
Біноміа́льна (біноміна́льна) номенклату́ра (також біноміна́льна на́зва, лат. bi- — «двічі» лат. nōmina — «назви») — формальний метод іменування видів живих істот, що полягає у присвоєнні кожному виду двокомпонентного імені. Як передбачає слово «біноміальний», наукова назва (ім'я) видів складається з двох частин, для кожної з яких використовують латинську граматичну форму, хоча вони можуть базуватися й на словах з інших мов. Такі імена називаються «біномен», або «наукова назва», а помилково їх кваліфікують як «латинська назва». Перша частина імені ідентифікує рід (тобто є назвою, ім'ям роду), до якого належить вид, а друга частина ідентифікує види в межах роду. Отже, наукова назва утворюється комбінацією двох частин: назви роду і дескриптора виду. Тому біномінальна номенклатура — це систематизована назва таксонів біологічного виду за родом і видом.

## Історія
Карл Лінней в XVIII столітті запровадив систему найменування рослин, у якій кожна назва складається з двох слів латинською мовою. Латинські назви є міжнародними, затвердженими світовою наукою. Вони полегшують спілкування між науковцями, сприяють розвитку науки. Ненаукові, народні назви дуже різні навіть у межах однієї країни, в різних районах однієї області.

## Деталі методу
Хоча тонкі деталі цього методу відрізняються для різних видів, є певні аспекти, прийняті універсально:
- Перший термін (назва роду) завжди починається з великої літери, тоді як дескриптор виду — ні, навіть коли він походить від власного імені. Наприклад, Canis lupus (вовк) або Crocus heuffelianus (шафран Гейфеля). Слід зауважити, що це сучасна угода: Карл Лінней завжди починав з великої літери дескриптор виду, і до початку 20 століття було звичайно починати з заголовної літери дескриптор виду, якщо він ґрунтувався на власному імені.
- Скорочення «sp.» (або «spec.») використовується, коли фактична назва виду не відома: наприклад Canis sp. означає «вид роду Canis». Скорочення «spp.» (множинна від «sp.») вказує «декілька невідомих видів».
- Скорочення «cf.» використовується, коли ототожнення не підтверджене: наприклад Corvus cf. splendens указує, що класифікація виду перебуває під сумнівом.
- Наукова назва повинна бути написана повністю при першому згадуванні. Коли декілька видів такого ж роду вносяться в список, обговорюються або згадані в тій же роботі, назва роду може бути скорочена до першої букви, наприклад C. lupus замість Canis lupus. В окремих випадках ця форма скорочення набула більшого поширення, ніж загальна форма — наприклад, бактерію Escherichia coli часто називають E. coli.
- Наукові назви видів та родів звичайно друкують курсивом, як наприклад Homo sapiens. Коли їх пишуть від руки, їх потрібно підкреслювати.
- Коли використовується із звичайною назвою, наукова назва іде в круглих дужках, наприклад, «Молюск скойка річкова (Margaritifera margaritifera) перебуває у небезпеці».

### Скорочене написання авторів
Ім'я автора видового таксона може (в разі необхідності, напр. при першому згадуванні) вказуватися після назви видового таксона (крім випадку аутоніма). Скорочення прізвищ авторів ботанічних таксонів подаються згідно з рекомендацією ICBN і з посібником «Автори назв рослин» (англ. Authors of Plant Names) Брамітта і Пауелла. Ці авторські скорочення можна шукати на сторінці Міжнародний індекс назв рослин (IPNI) [Архівовано 7 лютого 2006 у Wayback Machine.].
Наприклад:
- у назві роду Lens Mill. — скорочення «Mill.» позначає ім'я ботаніка Філіпа Міллера.
- у назві виду Lens culinaris Medik. — скорочення «Medik.» позначає ім'я ботаніка Фрідріха Казимира Медікуса.

### Національні наукові назви
Назви організмів українською мовою у науковому світі також підлягають певній регламентації. Як правило, кожен вид має одну бінарну номенклатурну назву, з певними винятками. Джерелами наукових українських назв є спеціалізовані словники, визначники, флори, наукові статті у спеціалізованих виданнях. Слід враховувати, що українська наукова номенклатура також тривалий час була репресована, силоміць уніфікувалася з російською, а подекуди з латинською мовами. І родова, і видова складові бінарної назви пишуться з малої літери (напр. «півники болотяні»). Видова складова, яка позначає ім'я особи, пишеться з великої (напр. «молочай Ґольде»). Багато українських назв мають спрощену однокомпонентну структуру (напр. Acer pseudoplatanus  не «клен явір», а просто «явір». Деякі види, навпаки, мають тричленну назву (напр. «пахуча трава альпійська» (Anthoxanthum alpinum)).